# فرهنگ ریشه‌شناسی فارسی
کتاب فرهنگ ریشه‌شناسی فارسی با نامِ پیشینِ اساس اشتقاق فارسی از نخستین فرهنگنامه‌های ریشه‌شناسی زبان فارسی است.

## متن
پاول هرن (یا هورن) در دههٔ پایانی قرن نوزدهم فرهنگنامه‌ای در ریشه‌شناسی زبان فارسی منتشر کرد. هاینریش هوبشمان اندکی سپس‌تر در کتاب [Persische Studien] Error: {{Lang}}: متن دارای نشانه‌گذاری ایتالیک است (راهنما) ذیلی بر این فرهنگنامه نوشت و بسیاری از کاستی‌هایش را درست کرد. جلال خالقی مطلق در دههٔ هشتم از قرن بیستم به درخواست پرویز ناتل خانلری به ترجمه و تصحیح کارِ هرن و هوبشمان پرداخت و نخستین دفتر از این کار را با نام اساس اشتقاق فارسی (آ-خ) چاپ کرد. این کار ناتمام ماند تا سرانجام در سال ۱۳۹۳ ترجمه و تصحیح کار با افزوده‌های فراوان به وسیلهٔ خالقی مطلق در یک جلد با نام فرهنگ ریشه‌شناسی فارسی (آ-ی) به چاپ رسید و پس از رونمایی نافرجام در نمایشگاه کتاب تهران با حضور ژاله آموزگار، در ۲۳ اسفند ماه به دست خالقی مطلق و علی‌اشرف صادقی و حسن رضایی باغ‌بیدی در کتابخانه ملک پرده‌برداری شد.

## کتاب‌های همانند
1. فرهنگ ریشه‌شناختی زبان فارسی (جلدِ نخست: از الف تا ت)، به کوششِ محمد حسن‌دوست و به سرپرستیِ دکتر بهمن سرکاراتی که به‌وسیلهٔ فرهنگستانِ زبان و ادبِ فارسی در سالِ ۱۳۸۴ خ. به چاپ رسید.[۵] و سرانجام به نویسندگی محمد حسن‌دوست به‌صورت پنج دفتر از «آ» تا «ی» در بهار ۱۳۹۴ چاپ شد.[۶]
2. «زبان پارسیگ (پهلوی): دستور زبان، واژه‌سازی و واج‌شناسی»،نوشتهٔ رهام اشه، که ریشه‌شناسی بیش از چهار هزار واژه‌ی پارسیگ (پهلوی) را به دست داده است.[۷]
3. «فرهنگ بزرگ ریشه‌شناسیِ فارسی»، نوشتهٔ گارنیک آساتوریان (Garnik Asatrian)، استاد دانشگاه ایروانِ ارمنستان، که قرار است انتشاراتِ بریل دانشگاهِ لَیدِنِ هلند آن را منتشر کند.[۸]
4. «فرهنگ ریشه‌شناسیِ فعل‌های ایرانی»،[۹] نوشتهٔ دکتر جانی چِئونگ (چه‌اونگ) (Johnny Cheung)، منتشرشده در سال ۲۰۰۶ م. / ۱۳۸۵ خ. توسطِ انتشاراتِ بریل دانشگاهِ لَیدِن.